# Hypericum taygeteum
Hypericum taygeteum är en johannesörtsväxtart som beskrevs av Quezel och Contandr.. Hypericum taygeteum ingår i släktet johannesörter, och familjen johannesörtsväxter. Inga underarter finns listade i Catalogue of Life.